# Vassaratorget
Vassaratorget är det centrala torget i Gällivare. Det sträcker sig idag från i söder Gällivare kyrka och Lasarettsvägen nordost förbi Storgatan till Hantverkargatan. I framtiden kommer det att ta slut vid Storgatan, eftersom Multiaktivitetshuset byggs i kvarteret närmast norr om Storgatan.  
Vid torgets västra sida ligger Kunskapshuset och Gamla Centralskolan.
Vassaratorget byggs sedan 2020 om. Under torget byggs ett parkeringsgarage, vilket kommer att få direkt anslutning till köpcentret vid Storgatan och till Multiaktivitetshuset. Parkeringsgaraget avses få plats för omkring 200 bilar och 70 cyklar och ha in- och utfart mot Lasarettsgatan. Det ska ha gångtunnlar direkt till Kunskapshuset och Multiaktivitetshuset, samt hiss och trappor upp till Storgatan närmast Norrskensgallerian.
Ovanpå parkeringsgaraget planeras ett nytt torg. Multiaktivitetshuset får sin huvudentré mot Vassaratorget. I ett förslag från 2019 delas torget i tre lika stora rum, från nordost det öppna och vidsträckta "Fjället", det lummigare "Dalgången" samt "Myren" av arenakaraktär och med sittramper med gräs.